# 외배엽

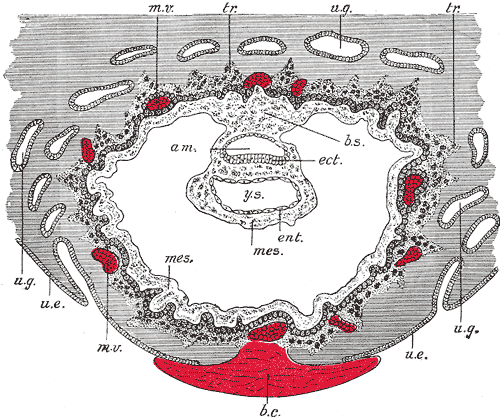
세층배아원반 단계의 배아

외배엽(外胚葉, 영어: ectoderm)은 배아 초기 때의 삼배엽 중의 하나이다. 다른 두 배엽은 중배엽과 내배엽이다. 외배엽은 처음 형성되고 배엽의 가장 바깥층을 이룬다.
일반적으로 말해서, 외배엽은 신경계로 분화한다. (척추, 말초신경 그리고 뇌) 치아의 에나멜과 표피. 이것은 또한 입의 선, 항문, 콧구멍, 땀샘, 체모, 그리고 손톱을 만든다.
척추동물에서, 외배엽은 세가지로 나뉜다: 바깥외배엽, 신경능, 신경관. 신경능과 신경관은 신경외배엽이라고 알려져있다.

## 같이 보기
- 배엽
- 발생학